# Битва при Фалероне
Битва при Фалероне — сражение, состоявшееся 24 апреля 1827 года между греческими повстанцами и османскими войсками, одно из важнейших событий последнего этапа греческой революции. В греческой историографии это сражение принято считать самым большим поражением повстанцев в ходе освободительной войны.

## Предыстория
С 16 июля 1826 года османские силы осаждали последний оплот греков в Средней Греции — Афинский Акрополь. Военачальник Караискакис своим трёхмесячным походом, начатым 25 октября (Битва при Арахове), вернул грекам контроль над Средней Грецией. Перед походом, 11 октября, был послан Криезьотис, во главе 400 бойцов, на прорыв блокады и обеспечение осаждённых. Рывок 400 бойцов, каждый из которых нёс на спине по 1,2 кг пороха и продовольствие для осаждённых, был успешным.
Подвиг Криезьотиса и его отряда повторил 30 ноября Шарль Николя Фавье, пробившийся на Акрополь во главе 490 повстанцев и 40 иностранцев-филэллинов. Но вскоре Фавье, не готовый к лишениям, возглавил сторонников сдачи. Сторонников обороны до конца возглавлял Криезьотис. Попытка повстанцев снять осаду с Афинского Акрополя кончилась поражением на подступах к городу 27 января 1827 года. Следующая попытка была предпринята Караискакисом в начале марта и тоже закончилась неудачей.

## Политическая предыстория
В ходе освободительной войны в Греции началась сложная политическая борьба между повстанцами, временами переходившая в гражданские войны. Первоначально великие державы не проявили желания вмешиваться в балканские дела. Греческую революцию они квалифицировали как «бунт» против законного государя (султана), и грекам было отказано в поддержке. Но по мере углубления и расширения греческой революции международная ситуация вокруг борьбы греков против османов стала меняться. 
Если в начале греческой революции Британия выступала за нерушимость Османской империи, то к 1823 году британская дипломатия пришла к выводу, что греческий вопрос следует закрыть предоставлением автономии, но только полуострову Пелопоннес. Все остальные греческие земли, включая Афины и Среднюю Грецию, должны были остаться под властью султана. Российский император Александр I приказал составить план о разделе греческих провинций Турции, по которому они делились на 3 части, пользоваться автономией при верховной власти султана, но под контролем европейских государств (Россия, Англия, Австрия). Наследовавший ему Николай I дал согласие на подписание договора с Англией, и 4 апреля 1826 г. был подписан «Петербургских протокол», по которому Греция признавалась как особое государство – со своими законами, конституцией, правительством, но под сюзеренитетом султана. В случае отказа Турции от посредничества Англии и России – Англия и Россия будут «действовать сообща или единолично».
В 1826 году на Третьей национальной ассамблее в Троизине греческие политики назначили англичан Ричарда Чёрча и Томаса Кокрейна главнокомандующими греков. Кокрейн прибыл на остров Порос 5 марта 1827 года. 27 марта 1827 года Маврокордато вручил ему диплом командующего флотом, согласно которому Кокрейн не был обязан информировать о своих военных планах, кроме как после их исполнения. 29 марта Кокрейн отказался присягнуть на Евангелии и вместо этого дал присягу: «Клянусь служить Греции и пролить за неё кровь, если она сама будет верна себе».

За несколько дней до прибытия Кокрейна командующий британской эскадрой Гамильтон доставил в Грецию Чёрча. Гамильтон предложил Чёрча как командующего, «чтобы прекратить греческую междоусобицу». Согласие Колокотрониса, в силу его давней дружбы с Чёрчем, было получено относительно легко. Караискакис, предвидя к чему это приведёт и обращаясь к Макрияннису сказал: «Ухожу, они ищут нашей погибели. Я (Макрияннис) со слезами на глазах, попросил не делать этого до снятия осады Акрополя».
С ответом Караискакиса в Нафплион прибыл военачальник Христофор Перревос, с которым Чёрч был знаком. Черч запросил мнение Перревоса о кампании в Афинах. Перревос ответил что следует сделать турецкого командующего Кютахью из осаждающего осаждённым, для чего флот должен перекрыть снабжение туркам с острова Эвбея, а армия должна занять Фермопилы, чтобы перекрыть дорогу из Северной Греции. Чёрч согласился, и Перревос уехал радостный.

## Попытка блокады турок. Разногласия
Выполняя стратегический план Караискакиса, британский капитан Фрэнк Хэстингс во главе парусно-парового «Картерия», корвета «Фемистокл», брига Арес, голетов «Панагия» и «Аспазия», 8 апреля атаковал под крепостью города Волос (Фессалия) 8 транспортов, загруженных припасами для османской армии. 5 транспортов были захвачены, 3 потоплены. Сразу после этого, на выходе из залива Пагаситикос, Хэстингс атаковал 1 турецкий бриг и 3 голета, уничтожив их калёными ядрами Картерии. Продолжая свой рейд, Хэстингс перехватил в Кими, остров Эвбея каики, гружённые пшеницей для турок. Результаты рейда Хэстингса стали сразу ощутимы. Кютахья становился сам осаждённым, продовольствия не хватало, и албанцы готовились уйти. Кютахье с трудом удалось уговорить их подождать, говоря, что если ситуация не улучшится, то они уйдут все вместе.
6 апреля Кокрейн и Чёрч прибыли в Саламину. При первой же встрече с Караискакисом Кокрейн переиграл его план о блокаде турок: «Не пристало, после стольких подвигов, смотреть грекам как Кютахья осаждает Афины.» Ответ Караискакиса: «О подвигах всё правильно. Но если бы было разумно 4-5 тысяч греков, с 60 только всадниками, сразится в чистом поле с многократными силами, у которых к тому же 2 тысяч всадников, то мы бы давно это сделали. Или вы нам помогаете в осуществлении нашего плана, или не мешайте». Гордон напомнил, что Караискакис должен признать решения Конгресса и подчинится ему.
На следующий день Кокрейн держал речь перед войсками, представив знамя с древней Афинской совой: «Солдаты, атакуйте и освободите Афины. Тот кто водрузит знамя на Акрополе, получит 1 тыс. пиастров. 10 тыс. разделит отряд знаменосца». И далее: «Вскоре это знамя будет развеваться над Св. Софией». «Греция находилась в опасности, а этот муж на словах воскрешал Византийскую империю и водружал греческий флаг над Св. Софией».
Караискакис написал письмо Чёрчу, которого он презрительно называл «капитан Голета», поскольку командующий ни разу не сошйл на берег, что намерен покинуть лагерь, и что Чёрчу следует возглавить армию. 11 апреля Чёрч отдал приказ переправить на кораблях 2 тысячи бойцов в Фалерон, откуда те «внезапно» должны были взять Афины. Караискакис возражал. Его упрекают в трусости, он передаёт Кохрану, что греки привыкли видеть своих командиров впереди и получил от Кохрана ответ: «Я не собираюсь погибать в Греции, умру в Англии».

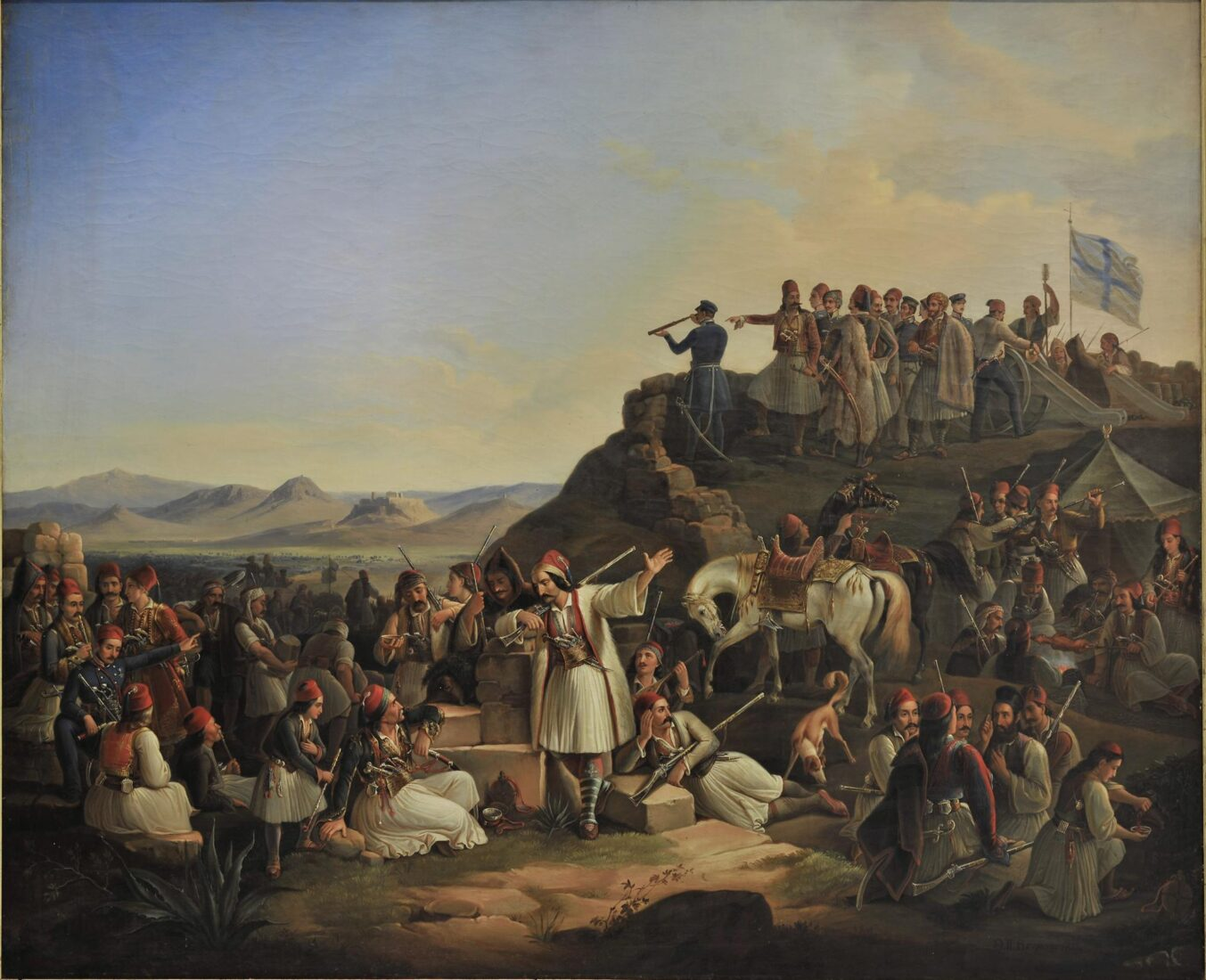
«Лагерь Караискакиса» художник Вризакис, Теодорос (1855).

12 апреля прибыли три посланца из осаждённого Акрополя но, как оказалось впоследствии, они представляли только Фавье, то есть сторонников сдачи. С их помощью Кокрейн усилил давление на Караискакиса. На предложение последнего высадить отряд в Оропо, восточнее Афин, чтобы блокировать турок Кютахьи, ответом Кокрейна было: «Мои корабли для того чтобы доставлять армию ближе к неприятелю, а не дальше». 
Между тем лагерь повстанцев возрос до 11 тысяч бойцов. Караискакис всё же сумел добиться, чтобы флот вошёл в пирейскую гавань. 13 апреля Караискакис возглавил десант на пирейский полуостров, обойдя турок с правого фланга. Флот, возглавляемый фрегатом «Эллас», вошёл в гавань и открыл огонь. Десант Караискакиса пошёл в атаку. Одновременно атаковал Макрияннис с полуострова Кастелла. Десант Караискакиса и осаждённые Кастеллы соединились. На всём пирейском побережье в руках турок остался только монастырь Святого Спиридона.

## Взятие Святого Спиридона
Запертые в монастыре албанцы отчаянно сопротивлялись. Кокрейн настаивал на лобовой атаке. Караискаис ответил, что не будет губить бойцов, так как албанцы без воды через день сдадутся. 15 апреля албанцы известили, что оставят монастырь, с условием что уйдут при оружии. Албанцы поклялись что более не будут воевать против греков и попросили заложниками Кицоса Тзавеласа и Костаса Боцариса. Боцарис отказался. Караискакис предложил себя. 16 апреля 300 албанцев вышли из монастыря, направляясь к турецким позициям. Впереди шли их командиры, сопровождаемые Караискакисом и Тзавеласом. Когда голова колонны находилась в 300 шагах от турецких позиций, произошёл инцидент, когда какой то грек пытался отнять у албанца оружие. Инцидент перешёл в столкновение. Караискакис и Тзавелас безуспешно пытались остановить резню, но из 300 албанцев в живых осталось только 70, шедших в голове колонны. Погибли и 10 греков. Караискакис был разъярён; его с трудом уговорили не покидать лагерь. 17 апреля Караискакис получил письмо за подписью Чёрча, смысл которого заключался в том, что позор Св. Спиридона можно было смыть только атакой на Афины.

## План наступления
Караискакис в план Кокрейна внёс поправки. Наступление десанта из Фалерона должно было только отвлечь силы турок. Основное наступление предполагалось произвести через древнюю оливковую рощу, к западу от Акрополя, где турки не могли использовать свою кавалерию. Третья вспомогательная колонна, между двумя первыми, должна была направится к Акрополю от побережья со стороны нынешнего Нового Фалерона. Караискакис запросил боеприпасы и сапёрный инструмент, чтобы можно было окопаться в чистом поле. Десант начал было садится на корабли, когда Караискакис отменил посадку, обнаружив, что снабженец Чёрча, итальянец Поро, доставил только 70 лопат и не доставил боеприпасов и продовольствия. Высадка была перенесена на следующий день. В полдень 22 апреля Караискакис был смертельно ранен в стычке с турками.

После смерти Караискакиса впервые на берег сошёл Чёрч и отменил наступление через оливковую рощу, оставив в плане только десант в Фалероне. Никто не был назначен координировать действия войск, остававшихся в Пирее и Кастелле.

## Ход сражения
В 8 вечера 2500 бойцов, вместо 3500, как предписывал Караискакис, были посажены на корабли. Немногочисленная греческая кавалерия была «забыта» в Пирее. При почти полном безветрии корабли подошли к Фалерону на рассвете. Военачальники запросили Кокрейна задержать высадку до наступления темноты, но тот настоял на своём.
Кокрейн был щедр на ром и на денежные вознаграждения тем, кто первым дойдёт до Афин. Немецкий врач Госсе, участник этой операции, писал: «Черч, вместо того чтобы возглавить наступление, разумно расположился на берегу возле лодчонки».
Повстанцы, высаженные в светлое время суток и без единого командования, оказались разбросанными от побережья и до Афин на 14 позициях. Ожидая атаку кавалерии, стали окапываться, но при них оказалось только 120 лопат. В Британском музее хранятся огрызки записки Нотараса Черчу: «Мотыги, шлите нам мотыги».
Когда турецкий командующий получил известие, что греки высадились в Фалероне, некоторое время он не мог принять решения, так как ожидал одновременно и выступления из Пирея и Кастеллы. Но когда Кютахья убедился, что наступление идёт только из Фалерона, то не стал терять время и приступил к уничтожению десанта. 9 тысяч греческих повстанцев из Пирея просто наблюдали за этим. Кютахья атаковал во главе 8-10 тысяч пехотинцев и 2 тысяч всадников. Очень быстро греки остались без боеприпасов.
У русла реки Илисос сулиоты и критяне, не успев окопаться, подверглись атаке и успели сделать только один залп, перейдя к рукопашной. Оставшиеся в живых 50 бойцов ещё час сражались в русле реки, но были перебиты. Кютахья двинулся на роту (250 штыков) регулярной армии майора Игглесиса. Бросив только начатый бастион, солдаты выстроились в каре. Отстреливаясь от 2 тысяч пехоты и 500 турецких всадников, они все погибли. Лишь знаменосец роты, корсиканец Паскуале Гамбини, продолжал ещё сражаться против окруживших его турецких кавалеристов, поскольку турки решили взять его живым, приняв его за адмирала Кокрейна. 
Находившиеся на позициях ближе к побережью стали отступать, но их настигла турецкая кавалерия. Адмирал Кокрейн и командующий Черч также бежали: «устроили гонки к шлюпке». Черч разбил себе ногу о скалы, Кокрейн грозившийся водрузить знамя в Константинополе опоздал и поплыл в своём золотом мундире. Пришлось выбросить несколько человек из шлюпки, чтобы освободить для него место.

## Результаты
Греки потеряли в этом сражении убитыми до 2 тысяч человек. Из 240 пленных в живых остался только один. «Лорду Кокрейну и Черчу хватило всего 18 дней, чтобы превратить Аттику, вместо могилы османской армии, в могилу наших надежд». На следующий же день Кокрейн увёл флот на остров Идра. Оставшись без командования, лагерь в Пирее стал разбегаться. Первыми оставили лагерь и сели на корабли 1 тысяч британцев, под командованием родственника Кокрейна полковника Уркухарта. Чёрч, ради военного приличия, оставался три дня на полуострове Кастелла, обеспечивая прекращение существования пирейского лагеря.

## Капитуляция Акрополя
С 28 апреля Чёрч, при посредничестве капитана французского фрегата, и через Кютахью посылал приказы осаждённым на Акрополе о сдаче. Криезотис отказался сдаваться. Его гонцам удалось дойти до греческого лагеря на Кастелле. С удивлением Макрияннис узнал от них, что у осаждённых было продовольствия ещё на три месяца осады и что предыдущая дезинформация исходила от Фавье. Криезотис не подчинился Черчу и не сдал Акрополь. 
16 мая по приказу Чёрча греки оставили Пирей и Кастеллу. 16 мая к переговорам с осаждёнными Акрополя подключился капитан австрийского фрегата. Но греки не хотели иметь дело со враждебными им австрийцами. Фавье, возглавлявший сторонников сдачи, обратился к своему соплеменнику, командующему французской эскадры Риньи, который также «совершенно случайно» оказался рядом, в Саламине. Де Риньи начал переговоры уже из палатки Кютахьи. Перед осаждёнными была поставлена жестокая дилемма: выход при оружии, но без гражданского населения, или сдача оружия, но выход и гражданского населения. Уже на скале Акрополя был согласован французский компромисс: оставить на усмотрение турок несколько семей, чтобы разнёсся слух, что жители Афин покорились султану. В последний момент, несколько повстанцев собрались запереться и умереть на Акрополе, но Фавье приказал связать их.
24 мая 1827 года колонна осаждённых, возглавляемая де Риньи и австрийским капитаном, оставила Акрополь. По прибытии Фавье на Порос толпа стала забрасывать его камнями. Для его спасения и для соблюдения приличий, правительство заключило его на несколько дней в тюрьму. Гордон пишет что «если бы на Акрополе находились только греки, то вероятнее всего что Акрополь продержался бы до Наваринского сражения».

## Последствия
Всё, чего достиг Караискакис в течение своего трёхмесячного похода, было сведено на нет. После поражения при Фалероне, посланники патриарха Агафангела вновь стали собирать по всей Средней Греции подписи повиновения султану. Это поражение подорвало боевой дух греков, и единственными местами на материковой части Греции, которые выстояли после битвы, были полуостров Мани и Нафплион, где находилось правительство. 